# 劉政会

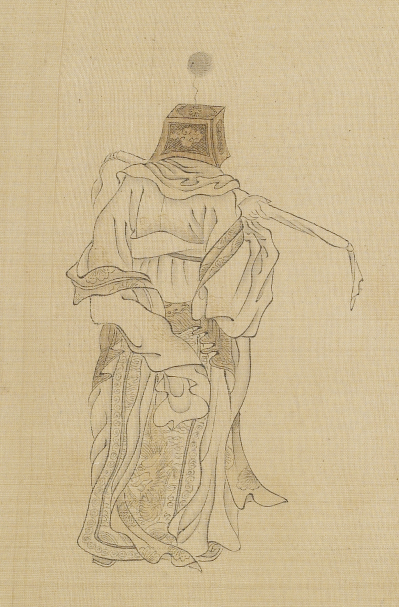
劉政会

劉 政会（りゅう せいかい、生年不詳 - 635年）は、中国の唐の軍人。本貫は滑州胙城県（現在の河南省新郷市延津県）。唐の凌煙閣二十四功臣のひとりに挙げられた。

## 経歴
北斉の中書侍郎の劉環雋（匈奴独孤部の酋長劉羅辰の子の劉万齢の末裔）の弟の劉仕雋の子の劉坦の子にあたる。
政会は、隋の大業年間に太原鷹揚府司馬となり、唐国公李淵の麾下に属した。大業13年（617年）、李淵が太原で挙兵するのに先立って、王威・高君雅らを捕らえるのに功績を挙げた。
大将軍府が建てられると、戸曹参軍となった。長安が平定されると、丞相府掾に任じられた。武徳元年（618年）、唐が建国されると、衛尉少卿に任ぜられ、太原留守を務めた。武徳2年（619年）、劉武周が并州を攻撃すると、政会は劉武周に捕らえられた。敵中にあって劉武周の動静を李淵のもとに書き送っていた。武徳3年（620年）、劉武周が敗れると、官爵を戻された。刑部尚書・光禄卿を歴任し、邢国公に封じられた。貞観元年（627年）、洪州都督に転任し、実封三百戸を賜った。
貞観9年（635年）、世を去ると、民部尚書の位を追贈され、襄と諡された。のちに渝国公に追封された。
子に劉玄意・劉玄象・劉玄育がいた。劉玄意は渝国公の爵位を継いで、太宗の娘の南平公主を妻とした。高宗朝に汝州刺史となった。劉玄象は主客郎中となった。劉玄育は易州刺史となった。孫の劉奇（劉玄意の子）は長寿2年（693年）に天官侍郎となった。のちに武則天の命を受けた酷吏に陥れられて、処刑された。劉奇の弟の劉循は金吾将軍となった。

## 伝記資料
- 『旧唐書』巻58 列伝第8「劉政会伝」
- 『新唐書』巻90 列伝第15「劉政会伝」